# 2007-es GP2 monacói nagydíj
A 2007-es GP2 monacói nagydíj volt a 2007-es GP2-szezon harmadik versenye. A versenyt Monte Carlóban rendezték május 26-án.
A versenyt Pastor Maldonado nyerte Giorgio Pantano és Timo Glock előtt.